# Thymoites expulsus
Thymoites expulsus là một loài nhện trong họ Theridiidae.
Loài này thuộc chi Thymoites. Thymoites expulsus được Willis J. Gertsch & Mulaik miêu tả năm 1936.